# Archips oporana
Archips oporana es una especie de polilla del género Archips, tribu Archipini, familia Tortricidae. Fue descrita científicamente por Linnaeus en 1758.

## Descripción
La envergadura es de 19-28 milímetros.

## Distribución
Se distribuye por China, Corea, Japón, Austria y Reino Unido.